# Hamuliakovo
Hamuliakovo (Hongaars:Gutor) is een Slowaakse gemeente in de regio Bratislava en maakt deel uit van het district Senec.
Hamuliakovo telt 1108 inwoners. In 2001 was de meerderheid van de bevolking nog etnisch Hongaar, in 2011 woonden er 894 Slowaken, 504 Hongaren en 24 personen met een andere etniciteit.
Het dorp is heden ten dage een plaats die zich ontwikkelt tot forensendorp voor de Slowaakse hoofdstad Bratislava. Ten noorden van het dorp is een nieuwbouwwijk in aanbouw.
Nabij het dorp ligt aan de overzijde van de Donau het Danubiana Meulensteen Art Museum van de Nederlandse Mecenas Gerard Meulensteen.
Bernolákovo · Blatné · Boldog · Čataj · Dunajská Lužná · Hamuliakovo · Hrubá Borša · Hrubý Šúr · Hurbanova Ves · Chorvátsky Grob · Igram · Ivanka pri Dunaji · Kalinkovo · Kaplna · Kostolná pri Dunaji · Kráľová pri Senci · Malinovo · Miloslavov · Most pri Bratislave · Nová Dedinka · Nový Svet · Reca · Rovinka · Senec · Tomášov · Tureň · Veľký Biel · Vlky · Zálesie